# モガドール (大型駆逐艦)
モガドール (Mogador) はフランス海軍の大型駆逐艦。モガドール級のネームシップ。艦名は、フランス保護領モロッコの港湾都市であるモガドール（現：エッサウィラ）にちなむ。

## 設計
「モガドール」と姉妹艦「ヴォルタ」は、フランス海軍が建造した最後の大型駆逐艦であり、前級のル・ファンタスク級からさらに艦体が大型化（排水量で17%増）して航洋性能が向上し、連装砲塔の採用によって砲門数も5門から8門に増加している。
前級と同様に速度性能が重視され、後述のとおり「モガドール」は全力公試で43.45ノット (80.47 km/h; 50.00 mph)を発揮している。主缶を高圧缶とし、急速蒸気発生能力を得たことで、従来約20分かかっていた14ノット (26 km/h; 16 mph)から35ノット (65 km/h; 40 mph)までの加速を本級はわずか数分で可能となっていた。巡航タービンも経済性で優れており、速力27ノット (50 km/h; 31 mph)まで使用可能であったほか、15ノット (28 km/h; 17 mph)時の必要馬力は2,760馬力にとどまった。
一方で、本級は多数の不具合を抱えていた艦級でもあった。連装砲塔の揚弾装置が居住区を貫通しているため居住性が劣悪で、主砲は給弾機構に構造的欠陥があったため故障を繰り返し、発射速度も計画値を大幅に下回った。この主砲の不具合は1940年3月まで是正されなかった。是正後も、砲身を仰角10度以下にしないと装填できない問題は残り続け、仰角35度まで装填可能な新たな装填機構の開発と装備はフランス降伏の影響により実現しなかった。
運動性も劣悪で、運用時に舵を最大である32度まで回転させるのに25秒から30秒かかり、本級の旋回半径は公試で実施された時間の約2倍に達した。「ヴォルタ」の艦長は、共同行動における本級の操艦の難しさから、戦艦「ストラスブール」の方がはるかに機動性は高いと酷評している。機関に関しても、高速性能と引き換えに高圧缶は故障が頻発し、整備も難しかった。発電機や補助モーターも深刻な出力不足であり、主砲の操作や操艦に悪影響を及ぼしていた。航続距離も、補助機器による燃料消費が過小評価されていたことが影響し、計画値に達しなかった。全体的に見て、本級は軽巡洋艦級の武装を過小な駆逐艦の艦体に詰め込んだ形となり、完全な成功とは言い難かった。

## 艦歴
ロリアン海軍工廠で建造。1934年12月28日起工。1937年6月9日進水。1939年4月8日就役。「モガドール」は8時間公試で104,925馬力、42.174ノット (78.106 km/h; 48.533 mph)を記録。さらに排水量3,050トン状態での全力公試において、43.45ノット (80.47 km/h; 50.00 mph)を記録している。
第二次世界大戦開戦時、同型艦「ヴォルタ」とともに第6駆逐隊を編成し、ブレストを基地とする襲撃部隊 (Force de Raide) に所属。襲撃艦隊の任務は、ドイツの封鎖突破船や通商破壊艦の捜索および船団護衛であった。襲撃艦隊は1939年10月21日から30日までKJ4船団を護衛した。11月にドイツ戦艦「シャルンホルスト」と「グナイゼナウ」が大西洋へ進出しようとした際には襲撃艦隊もブレストから出撃してイギリス巡洋戦艦「フッド」と合流し、アイスランド南西沖を哨戒した。だが、ドイツ戦艦は悪天候にまぎれてドイツに戻り、戦闘は発生しなかった。
「モガドール」は1940年1月から3月にかけてロリアンで改装され、いくつかの小変更が加えられた。前年の海上公試の際に続出した主砲の不具合に対する改良がようやく実施され、砲塔後部のキャンバスカバーはローリングドアに置き換えられたほか、新型無線装置が設置され、対空機銃と探照灯にシールドが取り付けられた。SS-6ソナーは1940年6月に取り付けられたが、これは効果がないと判定された。
1940年7月3日のメルセルケビール海戦において、「モガドール」には15インチ砲弾が命中。砲弾は爆発しなかったが爆雷が誘爆して艦後部が破壊された。それでも、奇跡的に後部弾薬庫は誘爆しなかった。「モガドール」の乗員38名が戦死し、左舷プロペラシャフトが損傷、右舷プロペラブレードが粉砕された。「モガドール」は修理のためオランへ曳航され、7月17日にドック入りした。そこで4番砲塔の残骸が取り除かれ、後部隔壁を補強して一応の耐航性を得ると、12月1日に「モガドール」はトゥーロンへ向かい、そこで本格的な修理を待つこととなった。
フランス海軍は戦闘経験に照らして本艦の対空兵装を強化することを決定した。「モガドール」の3番砲塔を4番砲塔の跡へ移動して、弾薬庫を追加の燃料タンクに改造し、空いた後部甲板室上部に1933年式 37mm連装半自動高角砲を設置することになっていた。さらに2基の37mm連装半自動高角砲が後部甲板室の両側に取り付けられ、4基目が艦橋前部の13.2mmホッチキス機銃と交換されることになっていた。また、ブローニング13.2mm機銃各1門が前方の37mm連装半自動高角砲の両側に搭載される予定であった。この計画は後に修正され、消磁電路の追加、性能が低いSS-6ソナーをイギリス海軍のソナーであるASDICのフランス製コピー品への換装や1940年式 25mm機関砲6門の追加となり、さらに中央部甲板室の前部角にブローニング13.2mm機銃2門が追加された。
だが、「モガドール」の再建は資材不足のため遅々として進まず、ラ・セーヌ＝シュル＝メールの地中海鉄工造船所に引き取られたのは1942年2月下旬になってからであった。10月時点で、本艦の工事は1943年7月まで完成しないと見積もられていた。
1942年11月27日のトゥーロンでのフランス艦隊の自沈の際に自沈。1943年4月5日にイタリアにより浮揚されたが、修理はなされなかった。1944年後半に連合軍爆撃機によって沈められる。残骸は1949年に引き上げられ解体された。